# Olivia Palermo

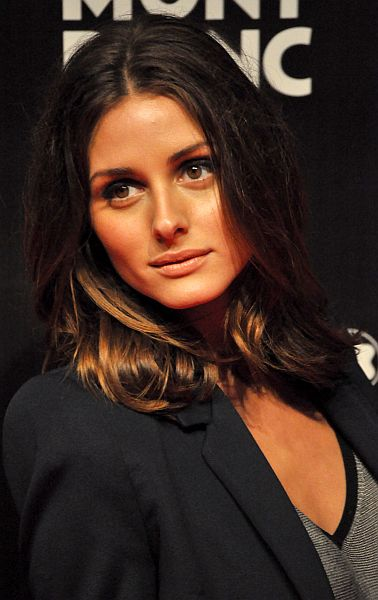
Olivia Palermo (2010)

Olivia Palermo (* 28. Februar 1986 in New York City, New York) ist ein US-amerikanisches Model, Fashion-Influencerin, Modedesignerin und Unternehmerin. Gelegentlich tritt sie als Schauspielerin und Reality-Show-Darstellerin in Erscheinung.

## Leben
Palermo wuchs in Upper East Side und in Greenwich im US-Bundesstaat Connecticut auf. Ihr Vater ist Projektentwickler im Immobilienmarkt, ihre Mutter Innendesignerin. Die Familie ist italienischer Abstammung, Palermo hat außerdem einen jüngeren Bruder. Sie besuchte die Grundschule der Nightingale-Bamford School in Manhattan und anschließend die High School der St. Luke’s School in New Canaan. Sie studierte an der American University of Paris und an The New School.
Sie machte ein Volontariat bei der US-amerikanischen Zeitschrift Quest. Über den Fotografen Patrick McMullan bekam sie erste Verbindungen zum Modelgeschäft. Später wurde sie Mitglied des Friends Committee of New Yorkers For Children und trat dem Komitee von Operation Smile bei. 2008 machte sie ein Praktikum in der PR-Abteilung von Diane von Fürstenberg. Von 2008 bis 2010 wirkte sie in dem Format The City mit. 2009 wurde sie von der Agentur Wilhelmina Models unter Vertrag genommen und es folgten Kampagnen für Modehäuser wie Mango und Hogan, sowie Magazin-Covers bei Elle oder Marie Claire.
Palermo gründete 2014 die E-Commerce-Seite Fancy.com, ein soziales Netzwerk, über das man unter anderem Kleidung, Möbel, Accessoires oder Gadgets kaufen kann. Mittlerweile heißt die Unternehmung Olivia Palermo. Außerdem bringt sie eigene Linien für verschiedene Modehäuser auf den Markt.
Seit dem 21. Juni 2014 ist sie mit dem deutschen Model Johannes Huebl verheiratet.

## Filmografie
- 2008–2010: The City (Fernsehserie, 35 Episoden)
- 2011: Die Schlümpfe (The Smurfs)